# Xerocrassa nyeli
Xerocrassa nyeli es una especie de caracol pulmonado de la familia Geomitridae, endémica de Menorca.